# Józef Franusiak
Józef Franusiak (Urodził się 15 sierpnia 1914 w Dąbrowie Górniczej, zmarł w październiku 1981) – polski malarz prymitywista.
Urodził się w wieloletniej rodzinie górniczej. Wybuch I wojny światowej spowodował powrót jego rodziny w rodzinne strony, na ziemię staszowską. W Strzelcach zakupili niewielkie gospodarstwo rolne.
Brał udział w kampanii wrześniowej w rejonie Rzeszowa, skąd wkrótce powrócił do Strzelec. W 1953 roku ożenił się i osiadł w Koniemłotach, gdzie żona Elżbieta pracowała jako nauczycielka w miejscowej szkole.
W trzy lata później przypadkowo odkrył u siebie zamiłowanie do rysunków. Malował pejzaże, kwiaty, martwą naturę. Najchętniej podejmował tematy związane z życiem wsi, przypominające rosyjskie ikony oraz wizerunki świętych. Wiosną 1968 roku spróbował swych sił w rzeźbie. Wkrótce w domu pojawiły się całe zastępy kolędników, świątków, muzykantów.
Pierwszą wystawę malarską miał prezentowaną w 1965 roku w warszawskiej Zachęcie. Potem wystawiał swoje prace w Muzeum Świętokrzyskim w Kielcach, w Muzeum w Szydłowie, w Domu Kultury w Staszowie oraz w Domu Chłopa w Warszawie.
W latach siedemdziesiątych aktywnie udzielał się w pracach Świętokrzyskiego Klubu Stowarzyszenia Twórców Ludowych.
Po śmierci żony w 1975 roku przeniósł się do siostry w Strzelcach, gdzie spędził resztę życia.
Został pochowany w Oleśnicy.